# Carbonellia
Carbonellia is een geslacht van kevers uit de familie van de loopkevers (Carabidae). De wetenschappelijke naam van het geslacht is voor het eerst geldig gepubliceerd in 1968 door Mateu.

## Soorten
Het geslacht Carbonellia omvat de volgende soorten:
- Carbonellia atra (Mateu, 1972)
- Carbonellia jolyi Mateu, 1985
- Carbonellia platensis (Berg, 1883)